# クリスチャン・キャントウェル
クリスチャン・キャントウェル（Christian Cantwell、1980年9月30日 - ）はアメリカ合衆国の陸上競技選手、専門は砲丸投。北京オリンピック男子砲丸投銀メダリスト。身長196cm、体重136-145 kg。ミズーリ州ジェファーソンシティ出身。
2004年6月5日、オレゴン州グレシャムで開催された競技会において22m54の自己記録をマーク。2006年は最も優れた成績を残した年度であり、男子砲丸投世界ランキング1位となったほか、年間世界ベスト10の記録のうち8つまでをキャントウェルの投擲が占めた。2004年と2009年を合わせて3度世界ランキング1位に輝いている。
2008年8月15日、北京オリンピックでは21m09の投擲で、ポーランドのトマシュ・マエフスキに次ぐ2位となり銀メダルを獲得した。2009年8月世界陸上競技選手権大会ベルリン大会では22m03の投擲で優勝した。その他、世界室内陸上競技選手権大会では2004年ブダペスト大会、2008年バレンシア大会、2010年ドーハ大会と3度優勝を飾った。2007年にはオーストラリア選手権で優勝した。
ミズーリ州エルドンにあるエルドン高校を経てミズーリ大学コロンビア校で学んだ。シドニーオリンピック女子砲丸投アメリカ代表のTeri Steerと結婚。2008年に生まれた1児の父である。

## 脚注

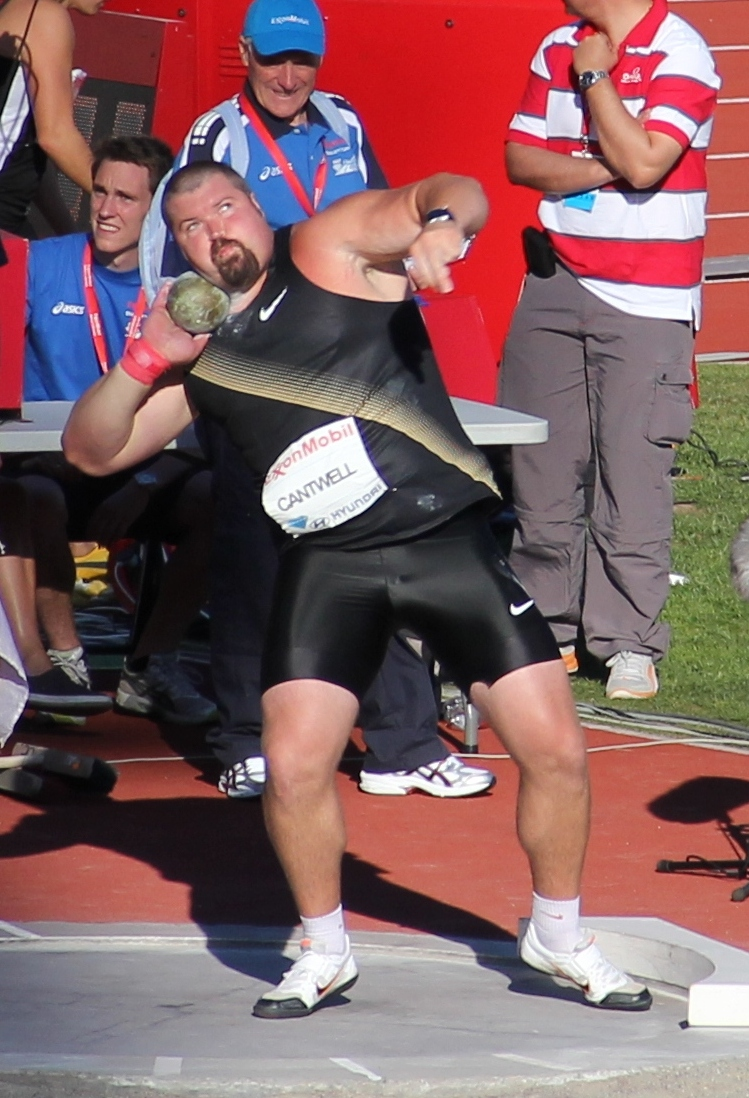
2010年ビスレットゲームズにて

## 記録
- 砲丸投
  - 屋外 - 22m54（2004年）
  - 室内 - 22m18（2008年）